# Vlag van Neutraal Moresnet
De vlag van Neutraal Moresnet is een driekleur bestaande uit de kleuren zwart, wit en blauw. De vlag is op 1883 aangenomen.

## Symboliek
Er bestaan twee theorieën over de kleuren van de vlag van Neutraal Moresnet. De eerste gaat ervan uit dat de kleuren zijn gekozen naar het blauw van de Nassaus en het zwart-wit van Pruisen, om zo de oorspronkelijke beherende landen weer te geven. Een andere (door velen als waarschijnlijker gezien) mogelijke verklaring is dat de kleuren afkomstig zijn uit het embleem van Vieille Montagne of het wapen van Kelmis.